# Jaklovecké doly

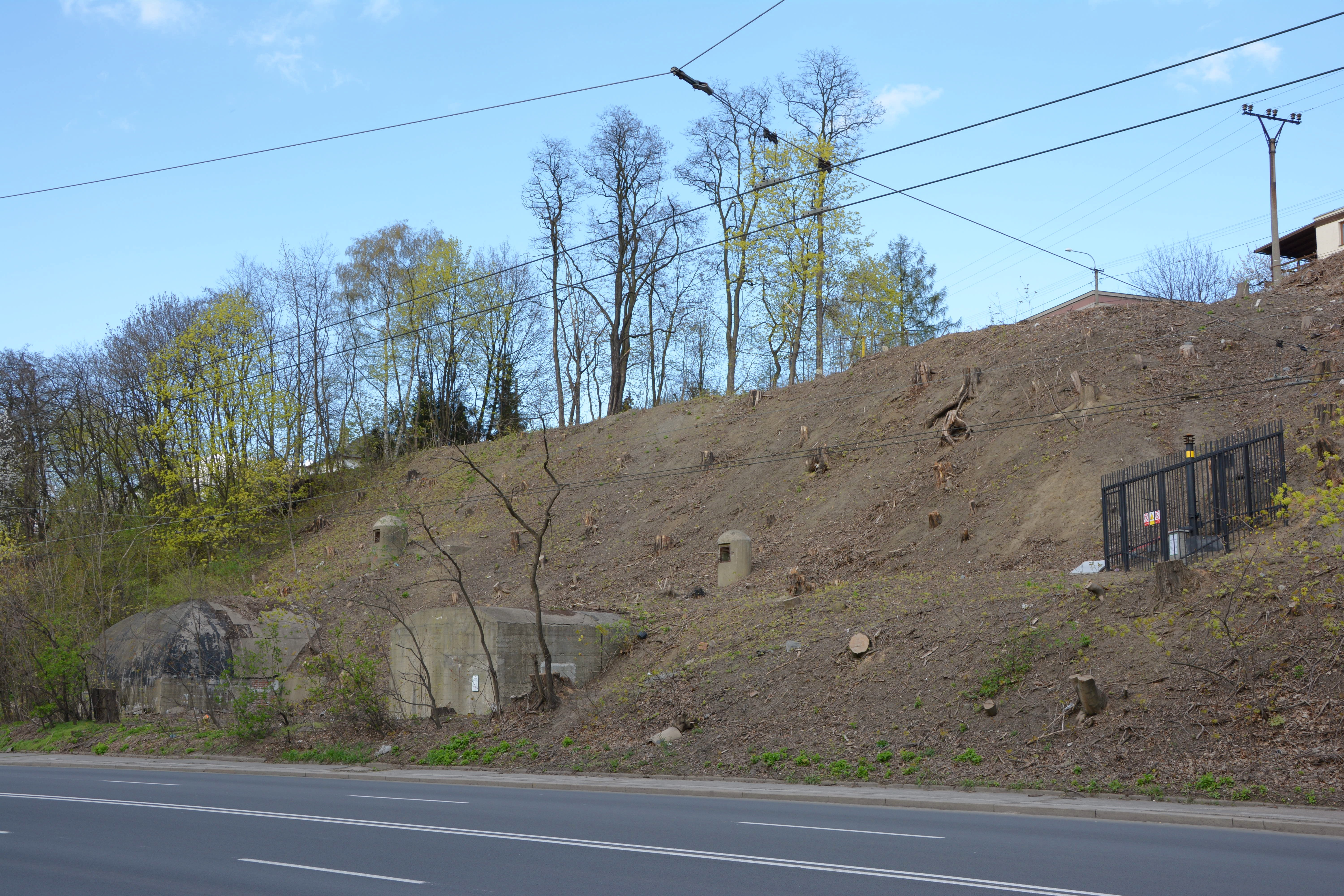
Odkrytá stráň vrchu Jaklovec nad Bohumínskou ulicí ve Slezské Ostravě: vpravo ústí Jaklovecké dědičné štoly, uprostřed ústí štoly sloje Jan

Jaklovecké doly (Jaklowetzer Grube) byly černouhelné doly, které se nacházely ve Slezské Ostravě na vrchu Jaklovec.

## Historie
Vznik důlního revíru Jaklovec byl úzce spjat se založením Vítkovických železáren v roce 1828. Počátky hospodářských změn v celém Ostravsko-karvinském revíru (OKR) zejména ve 40. letech 19. století vedlo k rozmachu podnikání v těžbě černého uhlí.

### Kutací práce
První kutací práce na vrchu Jaklovec a v osadě Zámostí v Polské (dnes Slezské) Ostravě započaly v roce 1830 pro arcibiskupa kardinála Rudolpha von Habsburka, vlastníka Rudolphových železáren. Po některých vlastnických a nájemních změnách se podle smlouvy stal Salomon Mayer Rothschild výhradním vlastníkem Vítkovických železáren, včetně dolů. Ředitelství Vítkovických železáren započalo ihned s kutacími pracemi na vrchu Jaklovec a v obci Zámostí.
V důlním poli Jaklovec byly 23. ledna 1830 propůjčeny 2 důlní míry bez pojmenování Franz Josephu hraběti Wilczkovi. Propůjčka byla udělena na nález uhelné sloje při hloubení jámy Světlík č. 5, který byl vyhlouben v souvislosti s postupem ražby Jaklovecké dědičné štoly. V roce 1842 koupil od hraběte Wilczka polovinu důlního pole Boží požehnání (Segen Gottes) zřejmě včetně těchto nepojmenovaných měr Salomon Mayer Rothschild (1774–1855), který na jámě Světlík č. 5, zvané také Hraniční jáma, založil mělký důl s názvem Jáma č. 5. Jáma Světlík byla původně vyhloubena do úrovně Jaklovecké dědičné štoly do hloubky 45,4 m.

### Historie Jakloveckých dolů
Historický rozvoj důlního pole Jaklovec byl nerozlučně spjat s ražením Jaklovecké dědičné štoly, založené 30. května 1829 na pravém břehu řeky Ostravice. Ražbu zahájil Franz Joseph hr. Wilczek, finančně podporován olomouckým arcibiskupstvím, později Salomonem Mayerem Rothschildem. Štola byla ražena až do roku 1840 a procházela důlními poli těžířů Rothschilda, Wilczka a Zwierziny. A bezmála 50 let sloužila jako hlavní dílo těmto těžířům. Patřila mezi nejdelší štolu a nejdůležitější důlní dílo v OKR. Výška jejího ústí (fixovaná nivelačním kamenem) byla po mnoho desítek let základem a výchozím bodem nivelizační sítě v celém OKR.
Jaklovecké doly (důlní pole) náležely zčásti hraběti Wilczkovi a od roku 1842 zčásti Rothischildovi. Doly byly činné od roku 1829 asi do 1865, těžba uhlí probíhala mezi léty 1836 až 1865. Po roce 1860 se důlní pole stala součástí pozdějších hlubinných rothschildovských dolů.

### Současný stav
Jaklovecká dědičná štola byla pravděpodobně od roku 1881 postupně likvidována v souvislosti s přeměnou dolů v dobývacích polích, kterými procházela, a ztrátou její funkce. Ostatní jámy se postupným slučováním důlních polí stávaly částečně jámami výdušnými nebo byly likvidovány jako nepotřebné. Po modernizaci Dolu Terezie a změnou dobývání byly likvidovány i ty větrní. Ve svahu vrchu Jaklovce jsou vidět ústí štoly Jan přebudovaná za 2. světové války na protiletecké kryty. Objekt kdysi označovaný jako Mundloch je zaústěním štoly Jan (nepokračuje jako štola Jan), druhý bunkr je štola, která je propojena s bunkrem Mundloch.

## Jámy a strojní a technické zařízení
S vybudováním Jaklovecké dědičné štoly a dobýváním uhelných slojí v jejím okolí bylo spojeno hloubení četných mělkých jam v důlním poli Jaklovec. Pro důlní pole Jaklovec představovala v počátečním období základní důlní dílo.
Pro větrání Jaklovecké dědičné štoly a okolních důlních děl byly na Jaklovci vyhloubeny jámy nazývané světlíky. V roce 1830 byl vyhlouben Světlík č. 1, vyzděný, hluboký 13,6 m, Světlík č. 2 vyzděný, hluboký 16,3 m a pravděpodobně i Světlík č. 3, vyzděný, hluboký 32 m. Světlík č. 4 byl pravděpodobně založen už v roce 1829, hloubka 42 m. Světlík číslo 5 byl založen v roce 1830, počáteční hloubka 45,4 m, později s postupující těžbou jakloveckých slojí byl prohlouben do 137,8 m.
Pro dobývání v západní části důlního pole byla vyhloubena výdušná jáma D označována také jako Světlík sloje Makra. Jáma D byla hluboká 15,7 m.
Pro větrání dolů ve východní části důlního pole byly ve vzdálenosti 250 m a 290 m na severovýchod od Světlíku č. 3 vyhloubeny jámy Výdušná C a Výdušná B. Jáma C měla hloubku 63,0 m a sloužila pro dobývání sloje Adolf i pro sloj Leopold.
Kromě mělkých dolů v okolí Jaklovecké dědičné štoly byl mimo její dosah provozován důl na sloji Jan. Byl otevřen v roce 1830 štolou stejného jména (Johanni Flötz Sttolen). Ústí štoly se nacházelo přibližně 10 m na sever od vchodu do Jaklovecké dědičné štoly. Na štolu byla vydána propůjčka 23. ledna 1835, důlní míra pod názvem Johannizeche (Důl Jan), ještě Jozephu Franz hraběti Wilczkovi. Štola měla délku 150 m a byla větrána Světlíkem E (také nazýváným Jáma E). Později byla dovrchním dílem ve sloji Osmana spojena s překopem 2. patra z jámy Jindřich.

## Těžba uhlí
Na první kutací jámě, která byla hluboká 42 m, byl v roce 1830 získán nález sloje Gabriela. Další nálezy, které byly dosaženy pokračujícím kutáním a provozem Jaklovecké dědičné štoly, představovaly základ vzniku Jakloveckého důlního pole a Jakloveckých dolů. Jaklovecká dědičná štola byla založena pro potřeby průzkumu pohoří na uhelné sloje a jejich těžení a za účelem odvodňování a větrání dolů na Jaklovci. Po projití svrchních hrušovských vrstev byly otevřeny sloje v jakloveckých vrstvách a v dalším úseku a revíru hr. Wilczka i část slojí v porubských vrstvách, až po sloj Májová. Celková délka štoly byla 3160 m, z toho v důlním poli Jaklovec 1138 m, v důlním poli hr. Wilczka 1754 m.
Dobývaly se sloje spodní porubské, jaklovecké, svrchní hrušovské vrstvy ostravského souvrství. Dobývání uhelných slojí v Jakloveckém důlním poli nad úrovní počvy Jaklovecké dědičné štoly směrem k povrchu započalo v létech 1836 až 1840. Později se štolové dobývání překrývalo s hlubinným až do roku 1865.
V západní části důlního pole byly ze štoly otevřeny a dobývány sloje Makra a Natálie.
Ve východní části Jakloveckého důlního pole ve vzdálenosti asi 55 m na sever od Světlíku č. 3 byl přibližně severovýchodním směrem vyražen překop z Jaklovecké štoly, kterým se otevřela sloj Leopold a pak dalším spojovacím překopem sloj Adolf.

## Údaje o Jakloveckých dolech Slezská Ostrava.
| Název            | Druh jámy      | Založení  | hloubka jámy [m]  | těžba            | vytěženo                    | likvidace   | dobývací pole [ha] | poznámka                                              |
| ---------------- | -------------- | --------- | ----------------- | ---------------- | --------------------------- | ----------- | ------------------ | ----------------------------------------------------- |
| Jaklovecká       | dědičná štola  | 3.5.1829  | délka 3 160       | 1830 asi do 1865 | těžba nevykazována odděleně | kolem 1885  | 44,3               | 3 doly, 19 jam, 3 štoly, patro 1 hlavní, hloubka 60 m |
| Jan              | kutací, těžní  | 1830      | délka štoly 150,0 | 1830 asi do 1865 | těžba nevykazována odděleně | 19. století | 44,3               | na štole Jan                                          |
| Světík č. 5      | kutací, těžní  | 1830      | 137,9             | 1830 asi do 1865 | těžba nevykazována odděleně | po 1869     | 44,3               |                                                       |
| Pěčonka          | kutací, větrní | 1841      | 73                |                  |                             | 1864        | 44,3               |                                                       |
| Světlík č. 1     | větrní         | 1830      | 14                |                  |                             | 19. století | 44,3               |                                                       |
| Světlík č. 2     | větrní         | 1830      | 16                |                  |                             | 1883        | 44,3               |                                                       |
| Světlík č. 3     | větrní         | 1830      | 32                |                  |                             | 19. století | 44,3               |                                                       |
| Světlík č. 4     | větrní         | 1829      | 42                |                  |                             | 1864        | 44,3               |                                                       |
| Světlík E        | větrní         | 1830      | 12                |                  |                             | 19. století | 44,3               | na štole Jan                                          |
| Výdušná          | větrní         | 1835      |                   |                  |                             | 1871        | 44,3               |                                                       |
| Výdušná B        | kutací, větrní | 1839      | 29,3              |                  |                             | 1864        | 44,3               |                                                       |
| Výdušná C        | větrní         | 1837      | 63                |                  |                             | 1864        |                    |                                                       |
| Jaklovecká boční | pobočná        | 1830-1834 | délka 85          |                  |                             | 19. století |                    |                                                       |
| Jáma D           | větrní         | 1830      | 15,7              |                  |                             | 1840        |                    |                                                       |